# Eupithecia assimilata
Espèce
Eupithecia assimilata, l’Eupithécie du groseillier ou du houblon, est une espèce de lépidoptères (papillons) de la famille des Geometridae.

## Distribution
On la trouve dans les écozones néarctique et paléarctique ainsi qu'au Proche-Orient. En France, elle est absente des régions méditerranéennes et de Corse.

## Description
Elle a une envergure de 17 à 22 mm. Les ailes antérieures présentent une petite tache blanche près du bord inférieur.

## Biologie
Bivoltine, elle vole d'avril à juin puis de juillet à septembre selon les endroits.
Les œufs pondus en juin donnent des chenilles au développement rapide, d'où l'apparition d'imagos en juillet-août.
Les œufs pondus en août donnent des chenilles qui réaliseront leur nymphose dans le sol en octobre pour émerger en avril-mai.
Les larves vert jaunâtre ou brunâtres se nourrissent sur les groseilliers et les houblons ; elles se cachent sous les feuilles et effectuent de petites perforations allongées.